# Contrat de différence
 (février 2020).
Si vous disposez d'ouvrages ou d'articles de référence ou si vous connaissez des sites web de qualité traitant du thème abordé ici, merci de compléter l'article en donnant les références utiles à sa vérifiabilité et en les liant à la section « Notes et références ».
 (décembre 2017).
- Si vous ne connaissez pas le sujet, laissez ce bandeau (vous pouvez alors contacter les auteurs).
- Si vous supprimez le contenu mis en cause (vous pouvez préalablement contacter les auteurs),

argumentez précisément cette suppression dans la page de discussion
(un manque de référence n'est pas un argument ; une recherche réelle de référence doit avoir été effectuée, être formellement documentée).
Pour les articles homonymes, voir CFD.
En finance, un CFD (en anglais: contract for difference) ou quelquefois contrat sur différence,  en français, est un instrument financier dérivé non réglementé et spéculatif qui permet de réaliser des profits ou des pertes indexés sur la variation à la hausse (ou à la baisse) du cours d'un sous-jacent. Le sous-jacent peut être une action, un indice, une matière première ou une devise.
Juridiquement, c’est un accord exécutoire qui crée, définit et régit les droits et les obligations mutuels entre deux parties, généralement décrites comme « acheteuse » et « vendeuse », stipulant que l'acheteur paiera pour le vendeur la différence entre la valeur actuelle d'un actif et sa valeur au moment du contrat. Si le cours de clôture est supérieur au cours d'ouverture, le vendeur paiera à l'acheteur la différence, et ce sera le profit de l'acheteur. L'inverse est également vrai. Autrement dit, si le prix actuel de l'actif est inférieur au prix de sortie à la valeur à l'ouverture du contrat, alors le vendeur, plutôt que l'acheteur, bénéficiera de la différence.
Par exemple, lorsque le sous-jacent est une action, un tel contrat est un dérivé d'action qui permet aux investisseurs de spéculer sur les mouvements du cours boursier, sans la nécessité de devenir propriétaire de l'action. L'attrait de ce produit réside principalement dans le fait qu'il est associé à un effet de levier important qui n'existe pas avec les actions classiques. Ce même effet de levier était dans le collimateur de nombreux régulateurs des marchés boursiers, dont l'AMF et la FCA, car s'il permet de réaliser de gros bénéfices avec un petit capital, il peut aussi déboucher sur d'énormes pertes dépassant le capital de départ ; la grande popularité des CFD et le nombre important de débutants qui y perdaient beaucoup d'argent ont poussé les régulateurs en 2018 à les encadrer par une nouvelle réglementation européenne qui limite fortement l'effet de levier et clôture automatiquement les positions si les pertes dépassent le capital de départ[réf. nécessaire] ; néanmoins ces règles ne s'appliquent pas à ceux qui remplissent 3 conditions qui prouvent une certaine expérience dans les marchés boursiers.
Les CFD sont actuellement disponibles dans la plupart des pays européens, en Australie, au Canada, en Israël, en Turquie, au Japon, à Hong Kong, à Singapour, en Afrique du Sud, en Nouvelle-Zélande, dans toute l'Amérique du Sud et ailleurs. Ils ne sont pas autorisés aux États-Unis, en raison de restrictions imposées par la Securities and Exchange Commission (SEC) sur le marché de gré à gré des instruments financiers.

## Histoire

### Invention
Les CFD ont été initialement développés en Grande-Bretagne en 1974 comme moyen de tirer parti de l'or, et se négocient largement depuis le début des années 1990. Basés sur les equity swaps, ils ont eu l'avantage d'être négociés sur marge et d'être exemptés du droit de timbre, un impôt au Royaume-Uni. L'invention des CFD revient à Brian Keelan et Jon Wood, tous les deux d'UBS Warburg, pour leur accord avec Trafalgar House,,. Ils ont d'abord été utilisés par les hedge funds et les opérateurs institutionnels pour couvrir leurs expositions aux actions sur le London Stock Exchange d'une manière rentable.

### Différence entre les CFD et les FTR
Les CFD sont différents des droits de transmission financière (FTR) de deux manières. Premièrement, un CFD est généralement défini à un emplacement spécifique, et non entre deux emplacements. Ainsi, les CFD sont principalement des outils pour couvrir le risque de prix temporel – la variation de la tarification marginale localisée (LMP) dans le temps à un emplacement spécifique. Deuxièmement, les CFD ne sont pas négociés sur les marchés des organisations régionales de transport (RTO). Il s'agit de contrats bilatéraux entre différents acteurs du marché.

### Types de CFD
Les CFD peuvent être définis comme des contrats "à sens unique" ou "à double sens". Un CFD à sens unique peut avoir plusieurs mécanismes de paiement différents. Premièrement, un CFD à sens unique peut être structuré de sorte que si le prix au comptant dépasse le prix d'exercice, le vendeur paie la différence à l'acheteur. Sinon, il n'y a pas de paiements annexes. Deuxièmement, un CFD à sens unique peut être structuré de sorte que si le prix d'exercice dépasse le prix au comptant, l'acheteur paie la différence au vendeur. Sinon, il n'y a pas de paiements annexes.
Un CFD bidirectionnel n'est que la somme de deux CFD unidirectionnels et est essentiellement un contrat à terme pour l'énergie électrique. Dans un CFD bidirectionnel, le vendeur paie l'acheteur si le prix au comptant dépasse le prix d'exercice ; et l'acheteur paie le vendeur si le prix d'exercice dépasse le prix au comptant.

### Gestion d'actifs et prime de courtage synthétique
Les CFD étaient initialement utilisés par les hedge funds et les traders institutionnels pour s'exposer de manière rentable aux actions de la Bourse de Londres, en partie parce qu'ils ne nécessitaient qu'une petite marge, mais aussi, puisqu'aucune action physique ne changeait de mains, cela évitait également le droit de timbre dans le Royaume-Uni.
Il reste courant pour les fonds spéculatifs et autres gestionnaires d'actifs d'utiliser les CFD comme alternative aux avoirs physiques (ou à la vente à découvert physique) pour les actions cotées au Royaume-Uni, avec des profils de risque et d'effet de levier similaire. Le courtier principal d'un hedge fund agira en tant que contrepartie au CFD et couvrira souvent son propre risque sous le CFD (ou son risque net sous tous les CFD détenus par ses clients, longs et courts) en négociant des actions physiques en bourse. Les transactions effectuées par le courtier principal pour son propre compte, à des fins de couverture, seront exonérées du droit de timbre britannique.
Les traders institutionnels ont commencé à utiliser les CFD pour couvrir l'exposition aux actions et éviter les impôts. Plusieurs entreprises ont commencé à promouvoir les CFD auprès des commerçants de détail à la fin des années 1990, soulignant son effet de levier et son statut d'exonération fiscale au Royaume-Uni. Un certain nombre de fournisseurs de services ont élargi leurs produits au-delà de la Bourse de Londres pour inclure des actions, des matières premières, des obligations et des devises mondiales. Les CFD sur indices, qui sont basés sur des indices mondiaux clés tels que le Dow Jones, le S&P 500, le FTSE et le DAX, ont immédiatement gagné en popularité.

### Tentative de la bourse australienne de passer au trading en bourse
La majorité des CFD sont négociés de gré à gré en utilisant le modèle d'accès direct au marché (DMA) ou du teneur de marché, mais de 2007 à juin 2014, l'Australian Securities Exchange (ASX) a proposé des CFD négociés en bourse. En conséquence, un petit pourcentage de CFD a été échangé via la bourse australienne au cours de cette période.
Les avantages et les inconvénients d'avoir un CFD négocié en bourse étaient similaires pour la plupart des produits financiers et signifiaient réduire le risque de contrepartie et accroître la transparence, mais les coûts étaient plus élevés. Les inconvénients des CFD négociés sur la bourse ASX et le manque de liquidité ont conduit la plupart des traders australiens à opter pour des fournisseurs de CFD de gré à gré.

### Commerce de détail
Dès la fin des années 1990, les CFD ont été introduits aux investisseurs particuliers. Ils ont été popularisés par un certain nombre de compagnies britanniques, dont les offres ont été généralement caractérisées par des plateformes de négociation en ligne innovantes. Il est devenu facile de voir les prix en direct et d'investir en temps réel. La première compagnie à le faire fut GNI (Gerrard & National Intercommodities, maintenant détenue par MF Global).
GNI a fourni aux négociants en bourse la possibilité de négocier des CFD sur des actions LSE grâce à son système de négociation électronique frontal innovant, GNI Touch, via un ordinateur personnel connecté à Internet. Le service de vente au détail de GNI a créé la base permettant aux négociants en bourse de détail de négocier directement sur le carnet d'ordres à cours limité central du service de négociation électronique de la bourse (SETS) à la LSE via un processus connu sous le nom d'accès direct au marché (DMA). Par exemple, si un commerçant de détail envoyait un ordre d'achat d'un CFD sur actions, GNI vendrait le CFD au commerçant, puis achèterait la position équivalente sur le marché en tant que couverture complète.
GNI et son service de trading de CFD GNI Touch ont ensuite été acquis par MF Global. Ils ont été bientôt suivis par IG Markets et CMC Markets qui ont commencé à populariser le service en l’an 2000. Par la suite, les fournisseurs de CFD européens tels que Saxo Bank et les fournisseurs de CFD australiens tels que Macquarie Bank et Prudential ont fait des progrès majeurs dans la fourniture des marchés mondiaux des CFD.
Vers 2001, un certain nombre de fournisseurs de CFD se sont rendu compte que les CFD avaient le même effet économique que les paris sur les spreads financiers au Royaume-Uni, sauf que les bénéfices des paris sur les spreads étaient exonérés de l'impôt sur les gains en capital. La plupart des fournisseurs de CFD ont lancé des opérations de spread betting financier parallèlement à leur offre de CFD. Au Royaume-Uni, le marché des CFD reflète le marché des paris sur les spreads financiers et les produits sont à bien des égards les mêmes. Cependant, contrairement aux CFD, qui ont été exportés vers un certain nombre de pays différents, le spread betting, dans la mesure où il repose sur un avantage fiscal spécifique au pays, est resté principalement un phénomène britannique et irlandais.
Les fournisseurs du CFD ont alors commencé à s'étendre sur les marchés étrangers, via l'Australie en juillet 2002 par IG Markets (premier fournisseur de CFD à être agréé par l'ASIC) et CMC Markets. Les CFD ont depuis été introduits dans un certain nombre d'autres pays. Ils sont disponibles dans la plupart des pays européens, en Australie, au Canada, en Israël, en Turquie, au Japon, à Hong Kong, à Singapour, en Afrique du Sud, en Nouvelle-Zélande, dans toute l'Amérique du Sud et ailleurs. Ils ne sont pas autorisés dans un certain nombre d'autres pays, notamment aux États-Unis, où la Securities and Exchange Commission (SEC) et la Commodity Futures Trading Commission (CFTC) interdisent aux CFD d'être cotés sur des bourses réglementées et d'être négociés sur des marchés étrangers ou nationaux,. plates-formes en raison de leur nature à haut risque. Dans le même temps, il existe un certain nombre d'applications de trading avec différents scénarios d'utilisation sur le marché, telles que eToro, Freetrade, Fidelity Personal Investing (qui fait partie de Fidelity Investments), Trading212, entre autres.
La Securities and Futures Commission de Hong Kong a totalement interdit le trading de CFD. Cependant, les résidents de HK peuvent négocier des CFD via des courtiers étrangers.
En 2016, l'Autorité européenne des marchés financiers (ESMA) a émis un avertissement sur la vente de produits spéculatifs aux investisseurs du détail, y compris la vente de CFD.

### Réglementation sur le délit d'initié
En juin 2009, le régulateur britannique, la Financial Services Authority (FSA), a mis en place un régime général de divulgation pour les CFD afin d'éviter qu'ils ne soient utilisés dans des affaires d'informations privilégiées. C'était après un certain nombre de cas très médiatisés où des positions sur CFD ont été utilisées à la place d'actions sous-jacents physiques pour les cacher des règles de divulgation normales liées aux informations privilégiées.

### Tentative de compensation centrale
En octobre 2013, LCH.Clearnet, en partenariat avec Cantor Fitzgerald, ING Bank et Commerzbank, a lancé des CFD compensés de manière centralisée, conformément à l'objectif déclaré des régulateurs financiers de l'UE d'augmenter la proportion de contrats OTC compensés.

### Restrictions réglementaires européennes
En 2016, l'Autorité européenne des marchés financiers (ESMA) a émis un avertissement sur la vente de produits spéculatifs aux investisseurs du détail, y compris la vente de CFD. C'était après avoir observé une augmentation de la commercialisation de ces produits en même temps qu'une augmentation du nombre de plaintes d'investisseurs de détail qui ont subi des pertes importantes. En Europe, tout fournisseur basé dans n'importe quel pays membre peut offrir les produits à tous les pays membres sous MiFID et de nombreux régulateurs financiers européens ont répondu avec de nouvelles règles sur les CFD après l'avertissement. La majorité des fournisseurs sont basés au Chypre ou au Royaume-Uni et les régulateurs financiers des deux pays ont été les premiers à réagir. CySEC, est le régulateur financier chypriote, où de nombreuses entreprises sont enregistrées, a renforcé la réglementation sur les CFD en limitant l'effet de levier maximal à 50:1 et en interdisant le paiement de bonus comme incitations à la vente en novembre 2016.
Cela a été suivi par la Financial Conduct Authority (FCA) du Royaume-Uni qui a publié une proposition de restrictions similaires le 6 décembre 2016. Le régulateur allemand BaFin a adopté une approche différente et, en réponse à l'avertissement de l'ESMA, a interdit les paiements supplémentaires lorsqu'un client subissait des pertes. Alors que le régulateur français qui est l’Autorité des marchés financiers a décidé d'interdire toute publicité sur les CFD. En mars, le régulateur financier irlandais a emboîté le pas et a proposé soit d'interdire les CFD, soit de mettre en place des limitations sur l'effet de levier.

### Production d'électricité
Pour soutenir la nouvelle production d'électricité à faible émission de carbone au Royaume-Uni, à la fois nucléaire et renouvelable, des contrats de différence (CfD) ont été introduits par l'Energy Act 2013, remplaçant progressivement l'ancien régime d'obligation pour les énergies renouvelables. Un rapport de la Bibliothèque de la Chambre des communes a expliqué le schéma comme suit, :

« Les contrats de différence (CfD) sont un système d'enchères inversées destiné à donner aux investisseurs la confiance et la certitude dont ils ont besoin pour investir dans la production d'électricité à faible émission de carbone. Des CfD ont également été convenus sur une base bilatérale, comme l'accord conclu pour la centrale nucléaire de Hinkley Point C.
Les CfD fonctionnent en fixant les prix reçus par la production à faible émission de carbone, en réduisant les risques auxquels ils sont confrontés et en garantissant que la technologie éligible reçoit un prix pour l'électricité produite qui soutient l'investissement. Les CfD réduisent également les coûts en fixant le prix que les consommateurs paient pour l'électricité à faible émission de carbone. Cela oblige les producteurs à rembourser de l'argent lorsque les prix de gros de l'électricité sont supérieurs au prix d'exercice et fournit un soutien financier lorsque les prix de gros de l'électricité sont inférieurs.
Les coûts du programme CfD sont financés par une taxe légale sur tous les fournisseurs d'électricité agréés basés au Royaume-Uni (connue sous le nom d'« obligation de fournisseur »), qui est répercutée sur les consommateurs. »

## Règles à respecter par le courtier
Même si le contrat est dit « non-réglementé » pour le différencier des contrats proposés par les bourses traditionnelles (comme  Euronext, New York Stock Exchange, CME, etc.), la vente de produit CFD par les courtiers est réglementée. En effet, seuls les prestataires de services d'investissement (PSI) définis à l’article L.531-1 du code monétaire et financier peuvent fournir les services d’investissement suivants définis à l’article D.321-1 :
- Réception et transmission d'ordres pour le compte de tiers ;
- Exécution d'ordres pour le compte de tiers ;
- Négociation pour compte propre ;
- Gestion de portefeuille pour le compte de tiers ;
- Conseil en investissement ;
- Prise ferme ;
- Placement garanti ;
- Placement non garanti ;
- Exploitation d'un système multilatéral de négociation.

L‘agrément est délivré par l’Autorité de contrôle prudentiel et de résolution (ACPR) qui tient à jour la liste des prestataires agréés.

## Flexibilité du contrat
Le CFD étant un contrat non réglementé par les bourses traditionnelles, il est donc modulable comme le courtier le souhaite. Le CFD ne suit pas dans 95 % des cas, les règles de son sous-jacent.
En effet chaque courtier applique au contrat ses propres règles selon ces paramètres :
- Le sous-jacent
- La durée
- La valeur
- Le pas de cotation
- Le spread ou la fourchette de prix
- La commission
- Les droits de garde ou commission over night
- L'effet de levier
- Les horaires de cotation

Par exemple, voici la différence entre le CAC40 Index future le dérivé officiel du CAC 40 émis par Euronext et le CFD "France 40" :

|                       | Future CAC 40                         | France 40          |
| --------------------- | ------------------------------------- | ------------------ |
| Sous-jacent           | CAC 40                                | CAC 40             |
| Durée                 | voir échéance (maximum 4 ans)         | infinie            |
| Valeur                | 40 000 €                              | 4 000 €            |
| Pas de cotation       | 0,5                                   | 0,1                |
| Spread                | défini par le marché (0,5 en général) | 1                  |
| Commission            | 2 €/contrat                           | 0 €/contrat        |
| Commission over night | 0 €/jour/contrat                      | 0,3 €/jour/contrat |
| Effet de levier       | 10                                    | 200                |
| Horaires de cotation  | 8 h - 22 h                            | 24 h/24 h          |

à partir de 2018 la nouvelle réglementation européenne impose un effet de levier maximum pour les indices boursiers de 20.

## Liquidité du contrat
Un CFD est totalement liquide étant donné qu'il s'agit d'un contrat entre un client et son courtier, et où le client dispose seul du droit de clôture du contrat (sauf cas de faillite du client). En outre, peu importe la taille du contrat, le client peut prendre ou clôturer une position à un seul prix de marché.

## Coût de transaction
Les transactions via les CFD n'entraînent généralement pas de commission directement facturée. Cependant, ce n'est pas gratuit. Le spread du CFD sera plus important que le spread de son sous-jacent permettant au courtier de réaliser une plus-value sur le marché réel.

## Volatilité par rapport au sous-jacent
L’un des défauts majeurs du CFD reste la différence de volatilité entre lui-même et son sous-jacent. Le CFD ne cote pas tous les prix lorsque son sous-jacent est trop rapide (notamment lors d'importantes statistiques économiques).

## Dividendes
Dans le cas où l'entreprise cotée verse des dividendes à ses actionnaires, il n'est pas possible de réclamer ces revenus car le trader sur CFD ne possède pas l'action, mais seulement le dérivé de cette dernière. Cependant, certains courtiers donnent une partie du dividende à leurs clients.

## Effet de levier
L'effet de levier permet aux traders d'investir plus que ce qu'ils ne possèdent réellement sur leur compte.
Le tableau ci-après montre les avantages et risques de l'effet de levier : "Quand j'achète un produit avec un effet de 100 : je double mon capital investi si le produit prend 1%, mais je perds l'intégralité du capital investi si le produit perd 1%". Il ne prend pas en considération le spread du courtier.
| Effet de Levier | Le capital est doublé ou perdu quand le sous-jacent prend ou perd |
| --------------- | ----------------------------------------------------------------- |
| 10              | 10 %                                                              |
| 50              | 2 %                                                               |
| 100             | 1 %                                                               |
| 200             | 0,5 %                                                             |
| 500             | 0,2 %                                                             |

## Risque
En cas de mauvais choix, l'achat de CFD peut se révéler désastreux, car l'ampleur de la perte peut dépasser la somme engagée (certains courtiers clôturent le compte lors du dépassement de couverture, mais il est toujours possible de perdre plus que sa mise initiale lors d'une forte chute lorsque les marchés sont fermés). Par exemple, si le sous-jacent d'un CFD dont l'effet de levier est de 100, perd 2 % de sa valeur, le souscripteur aura non seulement perdu sa mise, mais devra encore rembourser une somme équivalente au courtier gestionnaire du CFD.
Sur la période 2009-2013, 89,4 % des clients de comptes CFD ont perdu de l'argent, a ainsi établi une enquête de l'AMF publiée le 13 octobre 2014.
Chez tous les courtiers régulés en France, on retrouve la mention suivante :
« Le service d'exécution d'ordres sur CFD présente un risque élevé et peut aboutir à des pertes excédant votre investissement initial. La négociation sur CFD ne convient pas à tout type de client. Veuillez vous assurer que vous avez pris pleinement conscience des risques inhérents à ce type d'opérations. »[réf. souhaitée]
À la suite de gros épisodes de pertes colossales pour des investisseurs, notamment jeunes et peu expérimentés, des recommandations figurant dans un avertissement commun de l’EBA et l’ESMA au sujet des « Contracts for difference » ont été publiées évoquant notamment, entre autres, la possibilité pour les investisseurs de recourir à des fournisseurs CFD utilisant le système « Stop loss ».[réf. souhaitée]
Il existe un compte appelé compte à risque limité , imposant des stop de pertes automatiques et garantis

## CFD dans le secteur électrique
Les CFD sont utilisés dans plusieurs pays (Royaume-Uni, Italie, Pologne, France) lors des appels d'offres de projets de production d'électricité éolienne ou solaire afin d'assurer un prix garanti à leur production.